# Tour de Saint-Sauvant
La tour de Saint-Sauvant se dresse sur un promontoire dominant le village médiéval de Saint-Sauvant, en Charente-Maritime.

## Localisation
La tour de Saint-Sauvant est construite à proximité de l'ancienne voie gallo-romaine de Saintes à Lyon, la via Agrippa dite voie d'Aquitaine.

## Historique
Il pourrait s'agir de l'unique vestige d'un château-fort ou encore des restes d'une enceinte urbaine.
La tour de Saint-sauvant, propriété de la commune, a été classée monument historique le 24 octobre 1914.

## Description
Haut donjon carré de style roman au centre du village.